# Зелёный Гай (Николаевский район)
Зелёный Гай (укр. Зелений Гай) — село в Николаевском районе Николаевской области Украины.
Население по переписи 2001 года составляло 566 человек. Почтовый индекс — 57108. Телефонный код — 512.

## Местный совет
57107, Николаевская обл., Николаевский р-н, с. Степовое, ул. Ленина, 1а